# Axiodes tripartita
Axiodes tripartita là một loài bướm đêm trong họ Geometridae.